# حادثة سقوط المروحية (بوهارون)
حادثة سقوط المروحية ببوهارون الجزئر يوم 16 ديسمبر 2020 تابعة للمصلحة الوطنية لحرس السواحل أدت إلى مقتل 3 ضباط في عرض البحر، قبالة الساحل الشرقي لولاية تيبازة غرب ميناء الصيد ببوهارون.
هذه الحادثة وثقتها كاميرات لصيادين هواة، كانوا قد شاهدوا الطائرة التابعة للمركز الوطني لعمليات البحث والإنقاذ، وهي تهوي مباشرة نحو قاع البحر.

## خسائر الحادث
أسفر الحادث عن مقتل كل من المقدم خروسة نور الدين والمقدم الوافي محمد الأمين والملازم الأول بوزايدة نورالدين.

## وصلات خارجية
- وعقدنا العزم على يوتيوب.